# Stabat Mater (Haydn)
L'Stabat Mater Hob. XXa:1 de Joseph Haydn fou escrit el 1767, per a solistes de soprano, contralt, tenor i baix, cor mixt, 2 oboès doblant 2 corn anglès en les seccions en mi bemoll major, cordes i orgue continuo. La primera actuació es considera que fou el 25 de març de 1768 a Viena amb els solistes Anna Maria Scheffstoss i Carl Friberth, amb Haydn a la direcció des del clavicèmbal. El director Jonathan Green suggereix afegir un fagot per doblar la línia de baix i potser només un intèrpret a cada part de corda.
Aquest Stabat Mater fou durant molts anys contínuament interpretat a les esglésies de Barcelona durant la quaresma, sense desbancar el de Pergolesi que encara es feia amb la mateixa freqüència.
Haydn divideix l'escena en dotze moviments:
1. "Stabat Mater dolorosa" Largo, sol menor
2. "O quam tristis et afflicta" Larghetto Affettuoso Mi bemoll major, 3/8
3. "Quis est homo qui non fleret" Lento, do menor
—"Quis non posset contristari" Moderato, fa major
4. "Pro peccatis suae gentis" Allegro ma non troppo, si bemoll major
5. "Vidit suum dulcem natum" Lento e mesto, fa menor
6. "Eja Mater, fons amoris" Allegretto, re menor, 3/8
7. "Sancta Mater, istud agas" Larghetto, si bemoll major, 2/4
8. "Fac me vere tecum flere" Lagrimoso, sol menor
9. "Virgo virginum praeclara" Andante, si bemoll major, 3/4
10. "Flammis orci ne succendar" Presto, do menor
11. "Fac me cruce custodiri" Moderato, do major
12. "Quando corpus morietur" Largo assai, sol menor
—"Paradisi gloria" sol major

Haydn, que era un fervent catòlic, havia rebut gran part de la seva educació musical i les seves primeres experiències a l'església. l'Stabat Mater, compost quan estava al servei de la família Esterhazy, forma part del grup d'obres religioses compostes per voluntat pròpia de Haydn i sense que hi hagi cap encàrrec. És l'obra religiosa que més èxit va tenir en vida del compositor, van circular còpies de la mateixa per tot Europa (Àustria, Alemanya, França, Itàlia, Espanya, Anglaterra).
La composició de Pergolesi de l'Stabat Mater era ja popular en l'època de Haydn malgrat les crítiques que no fos prou seriosa. En la seva obra, Haydn aspirava a ser més seriós tot i que posa com a model a Pergolesi en alguns detalls, com el Suum Vidit que emula Pergolesi en els seus melòdics trets, capricis rítmics, i textura prima.
El resultat, com correspon a un mestre del Classicisme, no és tan teatral i patètic com el de Scarlatti, Vivaldi o Pergolesi, però encara que no tingui tanta intensitat emocional si expressa un sentiment religiós profund i d'una bellesa serena. En el final fugat, que fa referència a la resurrecció sobre només tres paraules "Paradisi, gloria... Amen" té un especial protagonisme de l'escriptura vocal de la soprano de qui s'exigeix un gran desplegament de coloratura, l'acompanya el cor al que al final s'hi incorporen la resta de solistes en un clima d'esperança i total optimisme.